# Wümmeniederung

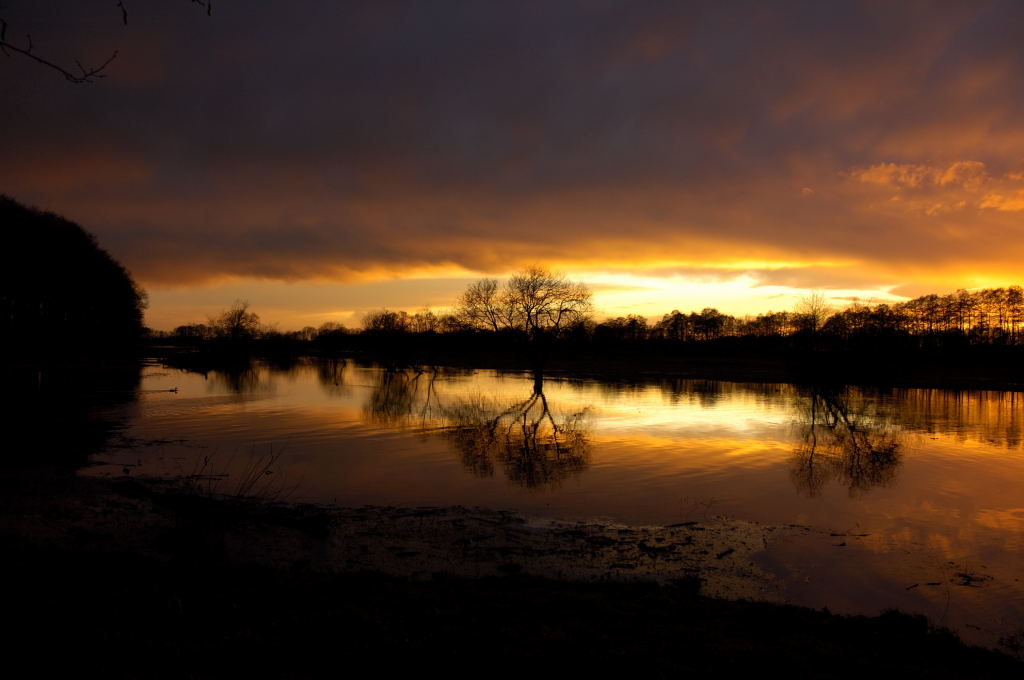
Wümmeniederung bei der Scheeßeler Mühle

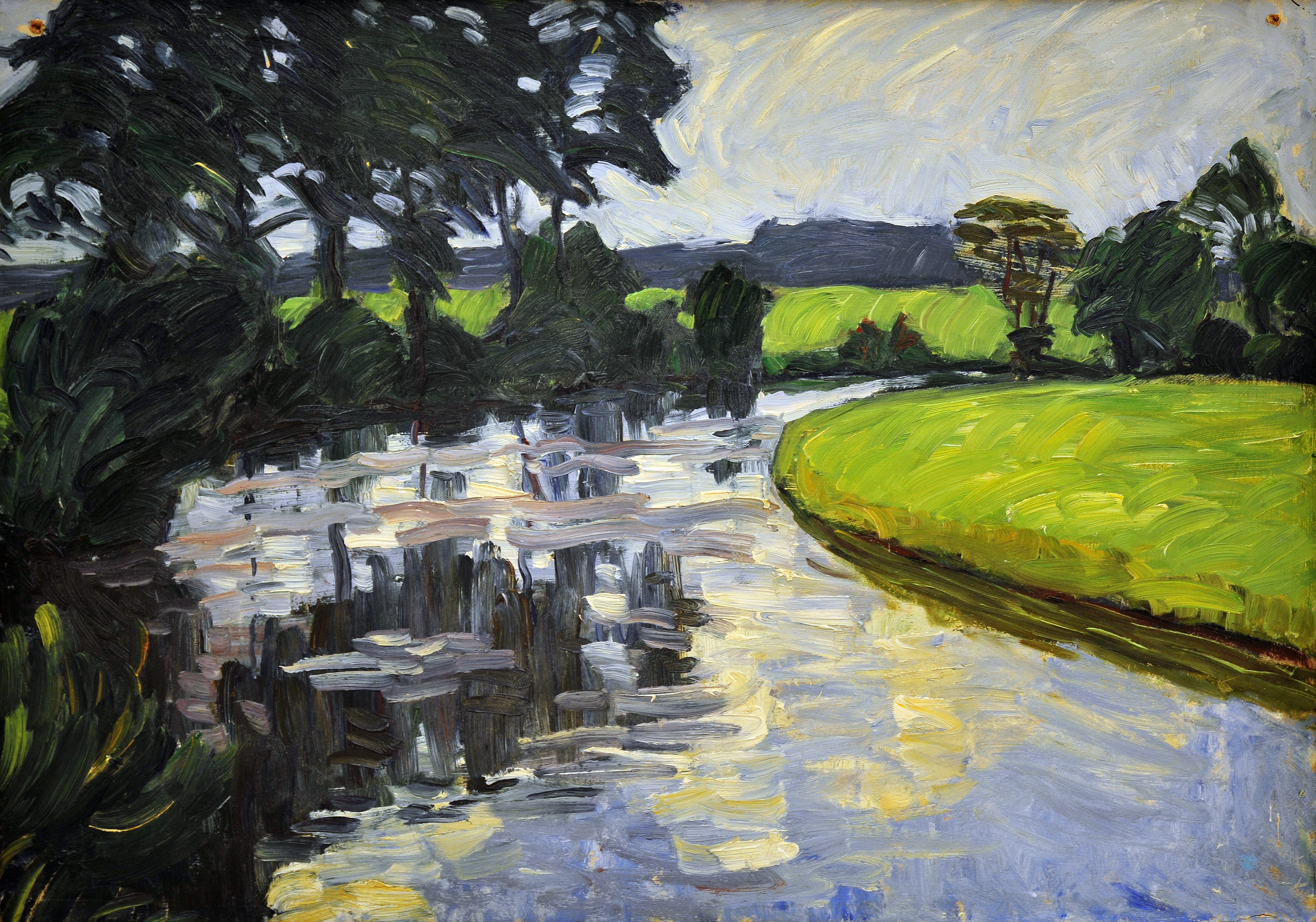
August Haake: "An der Wümme".

Die Wümmeniederung ist eine von der Wümme durchflossene Moor-, Geest- und Waldlandschaft im zu Niedersachsen und zum Land Bremen gehörenden Elbe-Weser-Dreieck, hauptsächlich im Süden des Landkreises Rotenburg, im Nordosten des Landkreises Verden sowie in nordöstlichen Randgebieten der Stadt Bremen.

## Lage
Die Wümmeniederung gehört zur Stader Geest. Südwestlich grenzt sie an die ebenfalls zur Stader Geest gehörenden Achim-Verdener Geest, südöstlich an den Naturraum Lüneburger Heide und im Norden an die Zevener Geest.

## Naturräumliche Gliederung
Die naturräumliche Haupteinheit der Wümmeniederung ist Teil der Haupteinheitengruppe Stader Geest (Nummer 63, zweistellig) innerhalb des Norddeutschen Tieflandes (Großregion 1. Ordnung) und spaltet sich wie folgt in Unternaturräume auf:
- (zu 63 Stader Geest, D27)
  - 631 Wümmeniederung[1]
    - 631.0 Untere Wümmeniederung
      - 631.01 Hellweger Sand- und Moorniederung

    - 631.1 Wümmebecken
      - 631.10 Abbendorfer Moor- und Geestinseln
      - 631.11 Stemmer Geestinseln
      - 631.12 Scheeßeler Moorniederung
      - 631.13 Rotenburger Geestinseln
      - 631.14 Botheler Niederungen
      - 631.15 Veseder Moore
      - 631.16 Hemslinger Geestrand
      - 631.17 Finteler Niederungen
      - 631.18 Wümme- und Oste-Moore

## Landschaftsbild
Typisch für die flachgewellte Landschaft sind eine Vielzahl von Flüsschen, Bächen und Seen. Zu nennen wären hierbei die Wümme, die Wieste, die Fintau, die Rodau, die Wiedau oder die Vissel, außerdem die beiden Bullenseen.

## Kultur
In dieser ursprünglichen Landschaft wird noch sehr häufig Niederdeutsch gesprochen.

## Städte und Gemeinden in der Wümmeniederung
In dieser Liste finden sich Städte, Einheits- und Samtgemeinden im Bereich der Wümmeniederung.
- Ahausen
- Bötersen
- Bothel
- Bremen (Stadtteile Blockland, Borgfeld, Horn-Lehe, Oberneuland und Osterholz)
- Brockel
- Fintel
- Fischerhude
- Gyhum
- Hassendorf
- Hellwege
- Helvesiek
- Hemsbünde
- Hemslingen
- Horstedt
- Kirchwalsede (Bereiche um den Bullensee und die Ortschaft Riekenbostel)
- Kirchlinteln (Im Bereich des Holtumer Moores bei der Ortschaft Holtum (Geest))
- Lauenbrück
- Ottersberg
- Oyten
- Reeßum
- Rotenburg (Wümme)
- Scheeßel
- Sottrum
- Stemmen
- Vahlde
- Visselhövede
- Westerwalsede